# Prosoviče
Prosoviče (nemško Prossowitsch) je naselje Statutarnega mesta Beljak na Koroškem v Avstriji.